# Luis Jubert Salieti
Luis Jubert Salieti (1900-1936) fue un militar español que participó en la Guerra civil.
En julio de 1936, al estallido de la contienda, ostentaba el rango de capitán de infantería. Tras el comienzo de la guerra marchó al Frente de Aragón alistado en la columna Ortiz, compuesta en su mayoría por militantes anarquistas. Falleció en diciembre de 1936, durante una operación militar en el sector de Belchite. Tras su muerte la antigua columna se militarizó y fue renombrada como división «Jubert» en su honor —más tarde numerada como 25.ª División—.